# Belfast

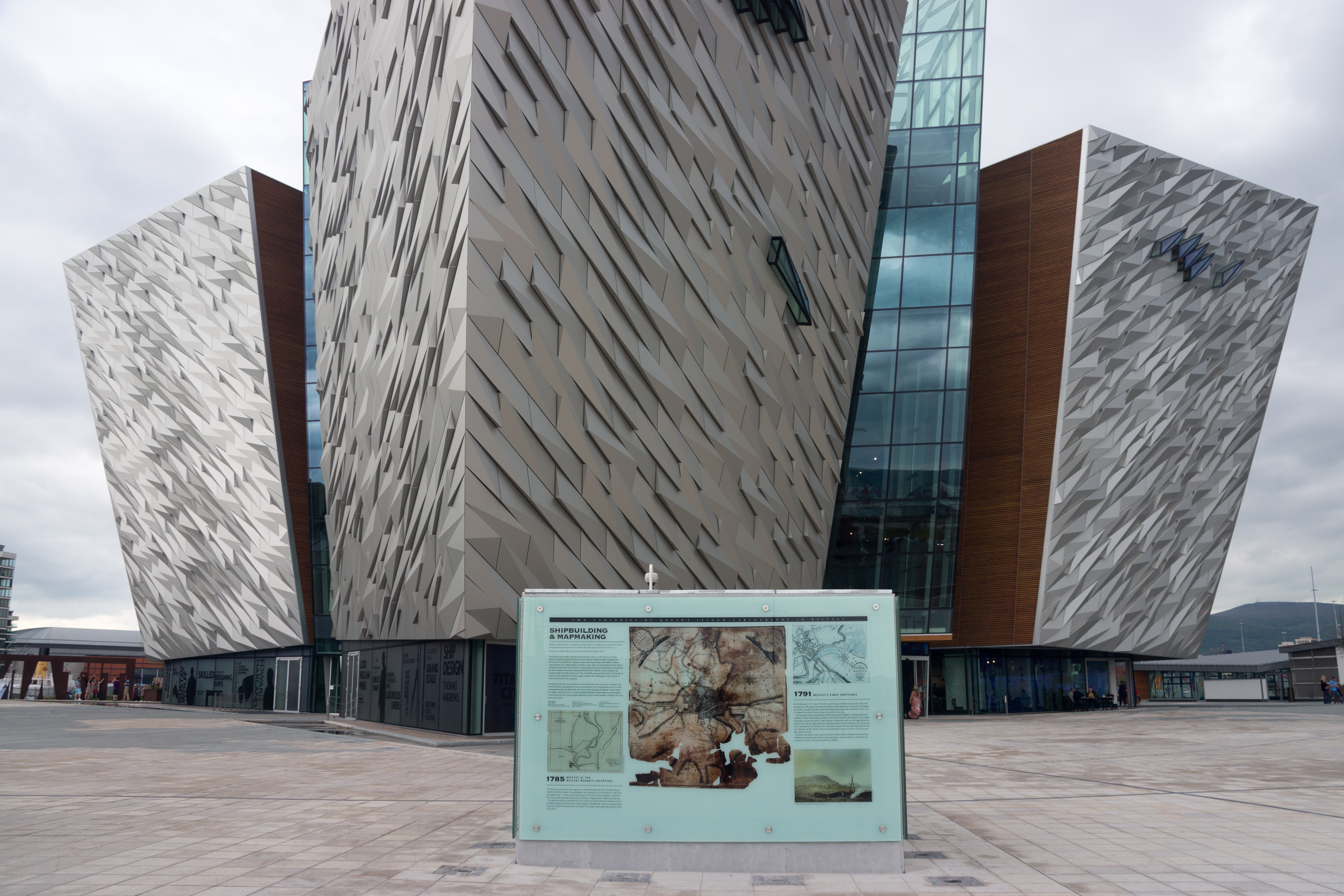
Muzeum Titanic Belfast

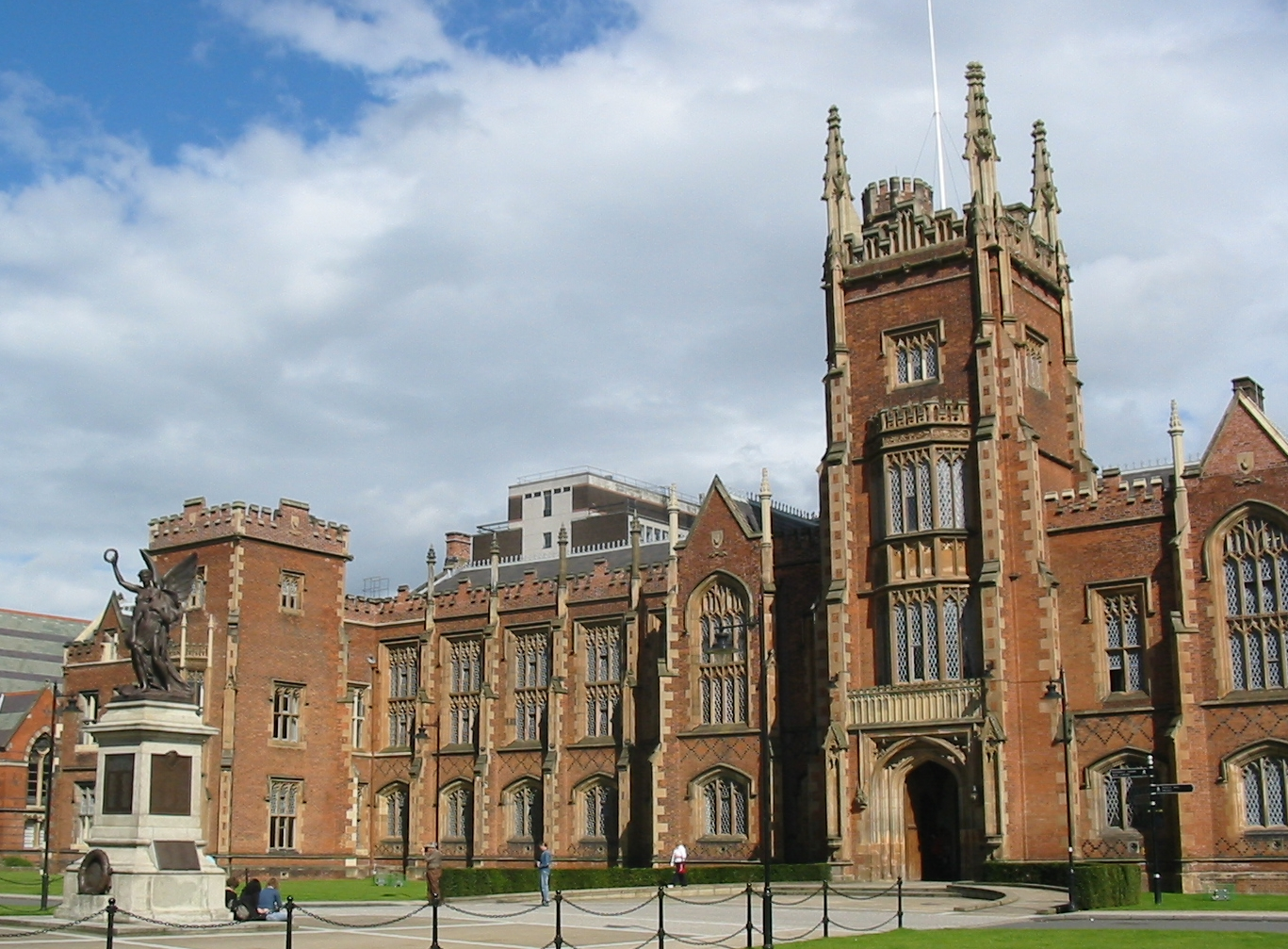
Queen’s University w Belfaście

Belfast (angielska wymowa: [ˈbɛlfɑːst]; irl. Béal Feirste) – stolica i największe miasto Irlandii Północnej, zlokalizowane w dystrykcie Belfast (hrabstwo Antrim). Zajmuje powierzchnię 132,50 km², licząc 341 877 mieszkańców (2019 r.).
Aglomeracja o nazwie Wielki Belfast (ang. Greater Belfast lub Belfast metropolitan area) jest podzielona pomiędzy dwa hrabstwa – Antrim i Down, zajmuje powierzchnię 960 km², a w 2011 r. zamieszkiwało ją 671 559 osób. W jej skład wchodzi miasto Belfast oraz 12 odrębnych jednostek administracyjnych (największe z nich to: Lisburn, Newtownabbey, Bangor, Castlereagh, Carrickfergus, Holywood).

## Historia
Miasto jest położone u ujścia rzeki Lagan do zatoki Belfast Lough. Osadnictwo rozwijało się wokół normandzkiego zamku, zbudowanego w 1177 r. W średniowieczu był małą osadą pozostającą w cieniu sąsiedniego Carrickfergus. Miasto zaczęło rozwijać się dopiero w XVII w. jako centrum handlowe. W ramach planu kolonizacyjnego sir Arthura Chichestera rozpoczął się napływ osadników z Anglii i Szkocji. W 1685 r. w Belfaście pojawili się francuscy hugenoci, którzy rozwijając na tym terenie przemysł włókienniczy (głównie lniany), doprowadzili do prawdziwego rozkwitu miasta. Pożar, który wybuchł w 1708 r., prawie doszczętnie strawił Belfast. W kolejnych latach XVIII w. następował rozwój handlu wyrobami tkackimi i przemysłu okrętowego (1791 r. pierwsza stocznia) oraz znaczny przyrost liczby ludności. Pod koniec stulecia miasto stało się centrum irlandzkiego ruchu niepodległościowego jednoczącego katolików i protestantów, miejscem walk podczas powstania w 1798 r. Dalsze uprzemysłowienie, głównie rozwój stoczni, było motorem rozwoju. Pomiędzy 1806 r. a 1901 r. liczba mieszkańców wzrosła z 22 tys. do 350 tys. W 1922 r. uznany za stolicę Irlandii Północnej, która weszła w skład Zjednoczonego Królestwa. Podczas II wojny światowej, w kwietniu i maju 1941 roku miasto było dwukrotnie celem nocnych bombardowań przez niemieckie lotnictwo, które wywołały znaczne pożary (ogółem zrzucono 440 ton bomb). W 1951 r. Belfast zamieszkiwała rekordowa liczba 444 tys. osób. Od lat 60. XX w. teren konfliktów pomiędzy probrytyjskimi unionistami a zwolennikami zjednoczenia Irlandii, których eskalacja miała miejsce w okresie tzw. The Troubles, tj. w latach 1968–1998. Wskutek tego drastycznie spadała wówczas liczba mieszkańców – do 267 tys. w 2006 r. W 1997 r. po raz pierwszy w historii unioniści utracili kontrolę nad radą miejską. Od końca XX w. wdrażany jest program rewitalizacji miasta, mający na celu poprawę warunków życia ludności.

## Zabytki i atrakcje turystyczne
- Zamek w Belfaście
- katedry: anglikańska i katolicka
- ratusz miejski z 1906 r.
- siedziba Queens University z 1849 r.
- Stormont – była siedziba władz Irlandii Północnej z 1932 r.
- liczne budynki z epoki wiktoriańskiej i edwardiańskiej
- Muzeum Titanic Belfast

## Gospodarka
Rozwinięty przemysł lotniczy, elektroniczny, spożywczy, nawozów sztucznych i stoczniowy. W Belfaście znajduje się stocznia Harland and Wolff, gdzie zbudowano Titanica oraz jego siostrzane okręty Britannic i Olympic. Centrum kulturalne, naukowe i turystyczne Irlandii Północnej.

## Transport
Ważny port morski, w pobliżu dwa lotniska międzynarodowe: Port lotniczy Belfast-International i Port lotniczy Belfast-City George Best. 
W mieście znajdują się cztery stacje i przystanki kolejowe: Belfast Lanyon Place, Belfast Great Victoria Street, Belfast City Hospital, Belfast Botanic.

## Urodzeni w Belfaście
- Sir James Galway – flecista
- Chaim Herzog – szósty prezydent państwa Izrael
- Clive Staples Lewis – irlandzki pisarz
- Gary Moore – gitarzysta rockowy i bluesowy, wokalista i kompozytor
- Owen Nolan – kanadyjski hokeista
- George Best – piłkarz
- Johnny Evans – piłkarz
- Vivian Campbell – gitarzysta rockowy

## Miasta partnerskie
- Stany Zjednoczone: Nashville
- Niemcy: Bonn
- ChRL: Hefei

## Polonia
- Belfast Hussars – Polish Basketball Team N.I.
- Cooltura – Polish Community Centre
- Klub Plkarski Sparta Belfast
- PFF Polonia Belfast
- Polonia Volleyball Club Belfast
- Polska Organizacja Młodzieżowa Kameleon
- Polska Szkoła Sobotnia w Belfaście im. Marii Skłodowskiej-Curie
- Polskie NI Sieć Społeczna
- Polskie Stowarzyszenie Polish Abroad
- Polskie Stowarzyszenie Oświatowo–Kulturalne
- Sport Association Polonia NI (SAPNI)
- Stowarzyszenie "Artlinks"
- Stowarzyszenie Polskie w Irlandii Północnej[3].